# Glory Nathaniel
Glory Nathaniel (Nigeria, 23 de enero de 1996) es una atleta nigeriana, especialista en la prueba de 400 m vallas, en la que logró ser campeona africana en 2018

## Carrera deportiva
En el Campeonato Africano de Atletismo de 2018 celebrado en Asaba (Nigeria) ganó la medalla de oro en los 400 m vallas, con un tiempo de 55.53 segundos, por delante de la marroquí Lamiae Lhabze (plata con 56.60 segundos) y de la sudafricana Wenda Nel (bronce con 57.04 segundos).